# Malta Cup 2008
Malta Cup 2008, nierankingowy turniej snookerowy rozegrany w dniach 4–10 lutego 2008 w Hilton Conference Center w Portomaso na Malcie. 
W Polsce turniej transmitowała stacja telewizyjna Eurosport.
Obrońcą tytułu był Shaun Murphy, który powtórzył swoje osiągnięcie z poprzedniego roku, pokonując w finale Kena Dohertego 9:3.

## Nagrody
|                           | Nagroda  |
| ------------------------- | -------- |
| Zwycięzca                 | 20 000 £ |
| Finalista                 | 9 000 £  |
| Półfinalista              | 4 500 £  |
| Drugie miejsce w grupie   | 2 750 £  |
| Trzecie miejsce w grupie  | 2 500 £  |
| Czwarte miejsce w grupie  | 2 250 £  |
| Ostatnie miejsce w grupie | 2 000 £  |
| Łączna pula nagród        | 76 000 £ |

## Historia
Malta Cup w poprzednich trzech latach był turniejem rankingowym, lecz w sezonie 2007/2008 został zastąpiony przez Shanghai Masters. Dopiero w listopadzie 2007 roku Światowa Federacja Snookera ogłosiła włączenie imprezy na Malcie do kalendarza, jednak tylko w formie zaproszeniowej.
Z udziału w Malta Cup zrezygnował Ronnie O’Sullivan, którego miejsce zajął Joe Perry. Dwie "dzikie karty" przyznano reprezentantom gospodarzy, Tony'emu Drago oraz Alexowi Borgowi.

## Format turnieju
Dwudziestu uczestników podzielono na cztery pięcioosobowe grupy, w których obowiązywał format gry "każdy z każdym". W meczu rozgrywanych było sześć frame'ów (istniała możliwość remisu). Zwycięzca pojedynku otrzymał dwa punkty, w przypadku remisu – obaj gracze zapisali po jednym punkcie. Zwycięzcy grup awansowali do półfinałów.

## Faza grupowa

### Grupa 1
- 4 lutego: John Higgins – Alex Borg 6:0, Joe Perry – Ryan Day 3:3
- 5 lutego: John Higgins – Ryan Day 4:2, Allister Carter – Alex Borg 5:1
- 6 lutego: Joe Perry – Alex Borg 4:2, John Higgins – Allister Carter 3:3
- 7 lutego: Joe Perry – Allister Carter 4:2, Ryan Day – Alex Borg 3:3
- 8 lutego: John Higgins – Joe Perry 5:1, Ryan Day – Allister Carter 4:2

Zwycięzcą grupy został John Higgins

### Grupa 2
- 4 lutego: Ken Doherty – Marco Fu 4:2, Neil Robertson – Stephen Lee 5:1
- 5 lutego: Ken Doherty – Stephen Lee 4:2, Marco Fu – Joe Swail 5:1
- 6 lutego: Ken Doherty – Joe Swail 5:1, Neil Robertson – Marco Fu 3:3
- 7 lutego: Neil Robertson – Joe Swail 4:2, Marco Fu – Stephen Lee 5:1
- 8 lutego: Ken Doherty – Neil Robertson 5:1, Stephen Lee – Joe Swail 5:1

Zwycięzcą grupy został Ken Doherty

### Grupa 3
- 4 lutego: Shaun Murphy – Tony Drago 6:0, Stephen Hendry – Mark Selby 4:2
- 5 lutego: Stephen Maguire – Tony Drago 4:2, Shaun Murphy – Mark Selby 4:2
- 6 lutego: Stephen Hendry – Tony Drago 4:2, Shaun Murphy – Stephen Maguire 4:2
- 7 lutego: Mark Selby – Tony Drago 4:2, Stephen Hendry – Stephen Maguire 3:3
- 8 lutego: Shaun Murphy – Stephen Hendry 5:1, Stephen Maguire – Mark Selby 3:3

Zwycięzcą grupy został Shaun Murphy

### Grupa 4
- 4 lutego: Dominic Dale – Graeme Dott 4:2, Ding Junhui – Peter Ebdon 4:2
- 5 lutego: Graeme Dott – Ding Junhui 3:3, Dominic Dale – Mark J. Williams 4:2
- 6 lutego: Mark J. Williams – Graeme Dott 4:2, Dominic Dale – Peter Ebdon 4:2
- 7 lutego: Mark J. Williams – Peter Ebdon 3:3, Ding Junhui – Dominic Dale 4:2
- 8 lutego: Peter Ebdon – Graeme Dott 4:2, Ding Junhui – Mark J. Williams 6:0

Zwycięzcą grupy został Ding Junhui

## Faza pucharowa
|  |                                                |              |              |                                                 |   |             |             |       |
|  | Półfinał                                       | Półfinał     | Półfinał     |                                                 |   | Finał       | Finał       | Finał |
|  | Półfinał                                       | Półfinał     | Półfinał     |                                                 |   | Finał       | Finał       | Finał |
|  | 9 lutego – Hilton Conference Center, Portomaso |              |              |                                                 |   |             |             |       |
|  |                                                |              |              |                                                 |   |             |             |       |
|  | John Higgins                                   | John Higgins | 2            |                                                 |   |             |             |       |
|  | John Higgins                                   | John Higgins | 2            | 10 lutego – Hilton Conference Center, Portomaso |   |             |             |       |
|  | Ken Doherty                                    | Ken Doherty  | 6            |                                                 |   |             |             |       |
|  | Ken Doherty                                    | Ken Doherty  | 6            |                                                 |   | Ken Doherty | Ken Doherty | 3     |
|  | 9 lutego – Hilton Conference Center, Portomaso |              |              |                                                 |   | Ken Doherty | Ken Doherty | 3     |
|  |                                                |              | Shaun Murphy | Shaun Murphy                                    | 9 |             |             |       |
|  | Shaun Murphy                                   | Shaun Murphy | Shaun Murphy | Shaun Murphy                                    | 9 | 6           |             |       |
|  | Shaun Murphy                                   | Shaun Murphy |              |                                                 |   |             |             |       |
|  | Ding Junhui                                    | Ding Junhui  | 5            |                                                 |   |             |             |       |
|  | Ding Junhui                                    | Ding Junhui  | 5            |                                                 |   |             |             |       |

### Finał
| Finał: Do 9 wygranych frame'ów · Hilton Conference Center, Portomaso, Malta, 10 lutego 2008 · Sędzia: Terry Camilleri |                    |             |
| Shaun Murphy | 9 – 3              | Ken Doherty |
| 1-91(91); 57-24; 78-36; 100-8; 87-22; 44-75; 67-0; 56-39; 110(75)-0; 34-66; 74-30; 76(76)-0                           |                    |             |
| 76 | Najwyższy break    | 91          |
| – | Breaki stupunktowe | –           |
| 2 | Breaki 50-punktowe | 1           |

## Breaki stupunktowe
- 137, 110, 104  Shaun Murphy
- 134, 127, 118  Ken Doherty
- 129, 100  Allister Carter
- 128, 103  Peter Ebdon
- 127, 125, 125, 123, 106  Ding Junhui
- 127, 110, 101  Mark Selby
- 116, 107  Neil Robertson
- 113  Ryan Day
- 108, 106, 101  Marco Fu
- 103  Stephen Hendry